# Крокко, Луиджи
Луи́джи Кро́кко (2 февраля 1909 года, Палермо — 19 ноября 1986 года, Рим) — итальянский инженер; один из ведущих мировых учёных в области теоретической аэродинамики и ракетных двигателей.

## Биография
Сын учёного-механика, одного из пионеров воздухоплавания Гаэтано Артуро Крокко (1877—1968).
Окончил Римский университет (1931).
Работал в Италии, занимался теорией авиационных двигателей, а затем перешёл в Принстонский университет, где преподавал теорию авиационных и космических двигателей и теорию космического полёта.
Получил американское гражданство, стал директором Центра реактивного движения Гуггенхайма при Калифорнийском технологическом институте; возглавлял Центр с 1949 по 1973 год.
По семейным обстоятельствам вернулся в Европу в конце 1960 года. Преподавал в Париже в Центральной школе.
Был консультантом правительства Франции по использованию нитрометана, американских компаний — в области ракетных двигателей. Сотрудничал с НАСА по вопросам создания ракетного двигателя F-1, ракеты-носителя «Сатурн-5», американской лунной программы «Аполлон».

## Научные интересы
Фундаментальные результаты в аэродинамике, газовой динамике, турбулентности, теории пограничного слоя, вихревых течений газа, процессов горения, теории ракетных двигателей и т. д.
Известен как автор теоремы Фридмана — Крокко и одной из форм записи уравнений пограничного слоя (уравнение Крокко).